# Clément Tabur
Clément Tabur (n. 24 ianuarie 2000, Angers, Franța) este un jucător de tenis francez. A participat la competiții asociate Jocurilor Olimpice în care a câștigat o medalie de bronz.